# Rita Rosani
Rita Rosani (Trieste, 20 novembre 1920 – Monte Comun, 17 settembre 1944) è stata una partigiana italiana, maestra di scuola elementare, medaglia d'oro al valor militare.

## Biografia
La famiglia ebrea il cui cognome originario era Rosenzweig, si era trasferita in Italia dalla Cecoslovacchia. Maestra nella scuola elementare ebraica a Trieste, nel 1938 anche lei viene toccata dalle leggi razziali, lei e la famiglia pur perseguitati come tutti gli ebrei, non lasciano Trieste. 
Alessandro Moro, nato il 12 marzo 1915 a Verona, fu il marito di Rita Rosani, giovane partigiana caduta durante la Resistenza . Uomo di saldi principi, Alessandro sostenne attivamente la lotta antifascista, offrendo supporto logistico ai gruppi partigiani operanti nel Nord Italia. Dopo la tragica morte di Rita il 17 settembre 1944, Alessandro continua a onorarne la memoria, impegnandosi nella ricostruzione del paese e nella difesa dei valori democratici. Morí il 22 novembre 1983, lasciando un’eredità di coraggio e impegno civile.
Dopo l'8 settembre, convince però i famigliari a trovar rifugio in un paesino del Friuli, salvandoli in questo modo dalla deportazione. Decide di entrare nel movimento resistenziale, prima in attività clandestine a Portogruaro, poi passa a Verona dove è attiva nell'organizzazione dei collegamenti tra formazioni partigiane.

Fonda la banda "Aquila", insieme ad altri quattro partigiani. Combattono per mesi in Valpolicella e nella zona di Zevio, e dopo un anno di attività, i partigiani diventeranno quindici; la loro base è una baita sul Monte Comun. Qui, vengono accerchiati e, durante un rastrellamento, all'invito dei compagni di fuggire mentre loro creano un diversivo, la Rosani risponde: 
 e si getta in prima fila nella mischia. Un altro partigiano, Dino Degani, già in salvo assieme ad altri compagni, torna indietro nel tentativo di salvarla e viene ucciso. Ferita e catturata, viene uccisa da un sottotenente della Guardia Nazionale Repubblicana con un colpo alla testa; nel processo tenutosi nel 1945 l'ufficiale viene condannato a vent'anni di carcere, ma poi liberato poco dopo.

## Riconoscimenti

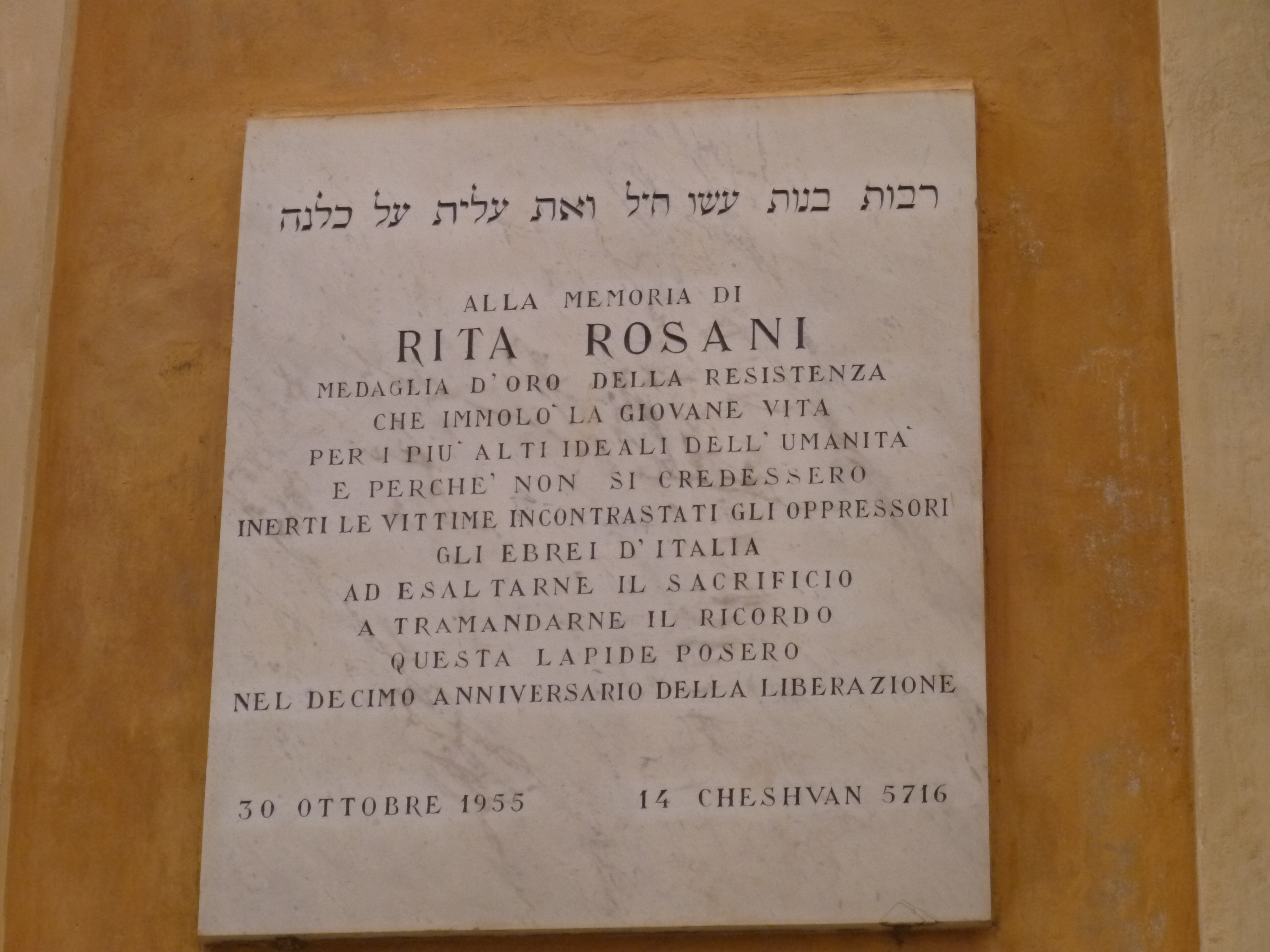
Lapide in memoria di Rita Rosani nella sinagoga di Verona

- Verona, Roma e Trieste le hanno dedicato una via.
- A Verona inoltre le sono state intitolate due scuole: una secondaria di primo grado in Borgo Venezia ed una primaria in Borgo Trento.
- Una lapide la ricorda alla scuola ebraica di Trieste dove ha insegnato e all'entrata della Sinagoga di Verona sulla quale è citato un passo biblico in ebraico:

- Un cippo è stato posto dove è stata uccisa. Ogni anno si svolge una cerimonia commemorativa organizzata dai Volontari della Libertà in collaborazione con i comuni di Negrar e Grezzana.Monumento ai partigiani Rita Rosani e Dino Degani

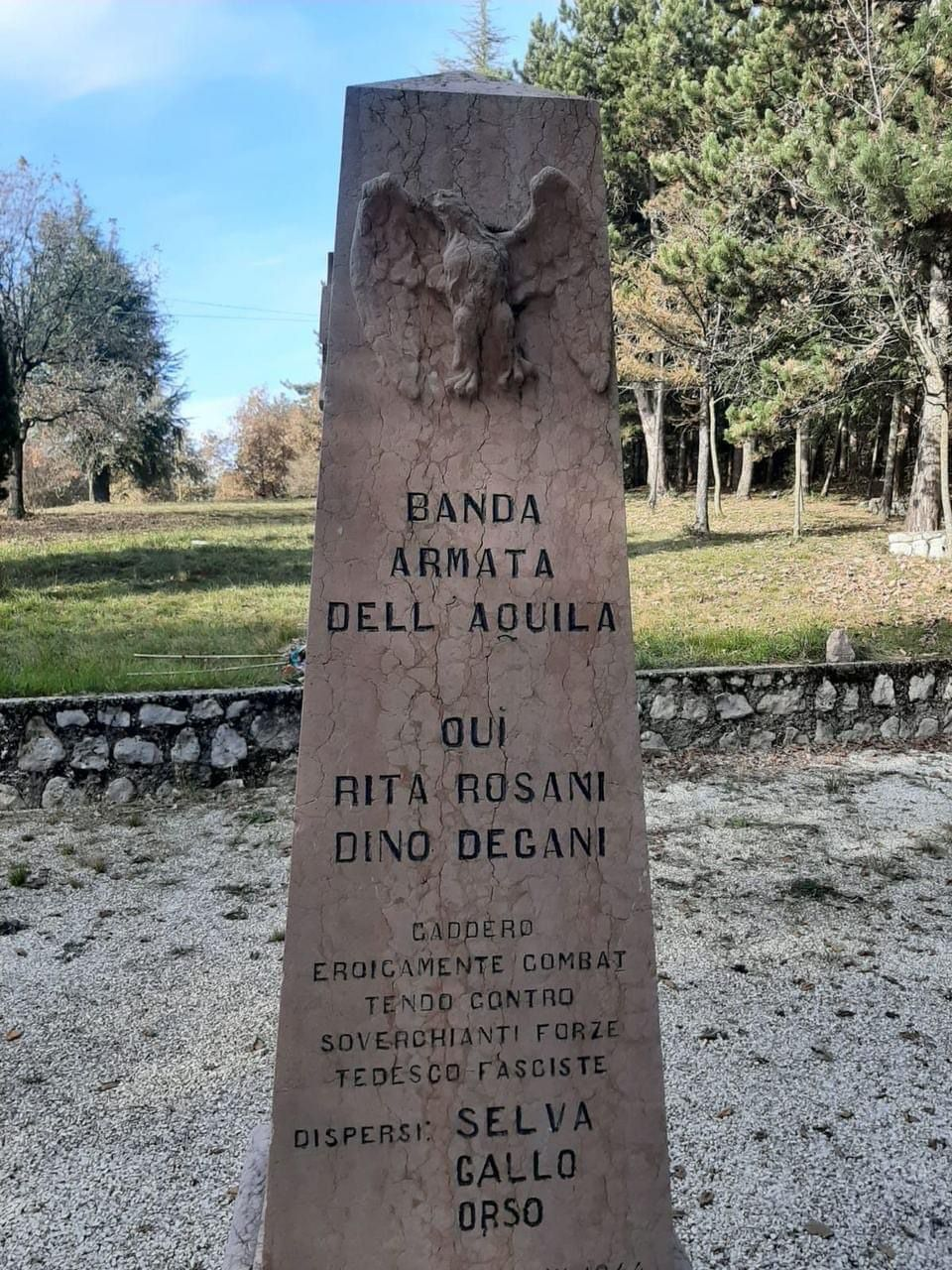
Monumento ai partigiani Rita Rosani e Dino Degani